# عباس كنعان
عباس عبدو كنعان (مواليد 25 نوفمبر 1982) هو لاعب كرة قدم لبناني سابق، كان يلعب في مركز الدفاع.
بعد عام واحد مع البرج، لعب كنعان كامل مسيرته الكروية مع العهد؛ كما مثّل لبنان دوليا بين عامي 2003 و2011.

## الإنجازات
البرج
- الدوري اللبناني الدرجة الثانية: 2000–01

العهد
- الدوري اللبناني الممتاز: 2007–08، 2009–10، 2010–11،[1] 2014–15
- كأس لبنان: 2003–04، 2004–05، 2008–09، 2010–11
- كأس النخبة اللبناني: 2008، 2010، 2011، 2013، 2015
- كأس الاتحاد اللبناني: 2004
- كأس السوبر اللبناني: 2008، 2010، 2011،[2] 2015

الإنجازات الفردية
- التشكيلة المثالية للدوري اللبناني الممتاز: 2002–03، 2003–04،[3] 2004–05، 2009–10،[4] 2010–11[5]

## وصلات خارجية
- عباس كنعان على موقع قاعدة بيانات كرة القدم.إي يو (الإنجليزية)
- عباس كنعان على موقع ناشيونال فوتبول تيمز (الإنجليزية)